# Alpa Gun
Alpa Gun (Nyugat-Berlin, 1980. július 4. –) német–török származású rapper. A művészneve a keresztnevéből, az "Alper"-ből származik. 2010 májusa óta már nem a Sektenmuzik kiadónál van, ezt a hírt a "Tribut" című dalában ismertette.

## Életrajz
Alpa Gun 2007-ben mutatta be a debütáló első videóját aminek a címe Ausländer. A szó jelentése: külföldi. Ugyanebben a hónapban május 25-én kiadta az első albumát. 2010 májusban megjelent másik szólóalbuma is Almanci néven.

## Albumok
- 2007: Geladen und Entsichert
- 2009: Die Sekte (mit Die Sekte)
- 2010: Almanci